# کلودیا
کلودیا (به پرتغالی: Cláudia) یک منطقهٔ مسکونی در برزیل است که در ماتو گروسو واقع شده‌است. کلودیا ۱۲٬۲۴۵ نفر جمعیت دارد.